# Arte dei Cuoiai e Galigai
 (mars 2023).
Si vous disposez d'ouvrages ou d'articles de référence ou si vous connaissez des sites web de qualité traitant du thème abordé ici, merci de compléter l'article en donnant les références utiles à sa vérifiabilité et en les liant à la section « Notes et références ».
L’Arte dei Cuoiai e Galigai est une corporation des arts et métiers de la ville de Florence, l'un des  arts mineurs des Arti di Firenze qui y œuvraient avant et pendant la Renaissance italienne.

## Membres de la corporation
Les artisans du cuir et les selliers.

## Historique
Les statuts de cet arte comprenaient des règles très strictes : étaient prévues des pénalités très fortes pour les cordonniers qui vendaient des chaussures dans lesquelles étaient mélangées différentes qualités de cuir ou autres matériels.
L'Arte dei Cuoiai e Galigai fut incorporée  par Cosme à  l'Arte dei Galigai e dei  Correggiai (ceux derniers fabriquaient des ceintures, ceintures, boucliers de cuir) puis en 1562  le tout à  l'Arte des Cordonniers (Arte dei Calzolai). L'historien  Villani a déclaré de ne pas pouvoir estimer le nombre exact des boutiques de cordonniers et les chaussetiers, par leur grand nombre. Leur siège fut le Chiasso di Messer da Bivigliano, derrière la Loggia dei Lanzi.

## Héraldique
Moitié blanc et noir.